# Malard
Malard (persisch ملارد) ist die Hauptstadt des Verwaltungsbezirk Malard in der iranischen Provinz Teheran und grenzt an die Provinz Alborz. 2016 hatte die Stadt über 281.000 Einwohner.

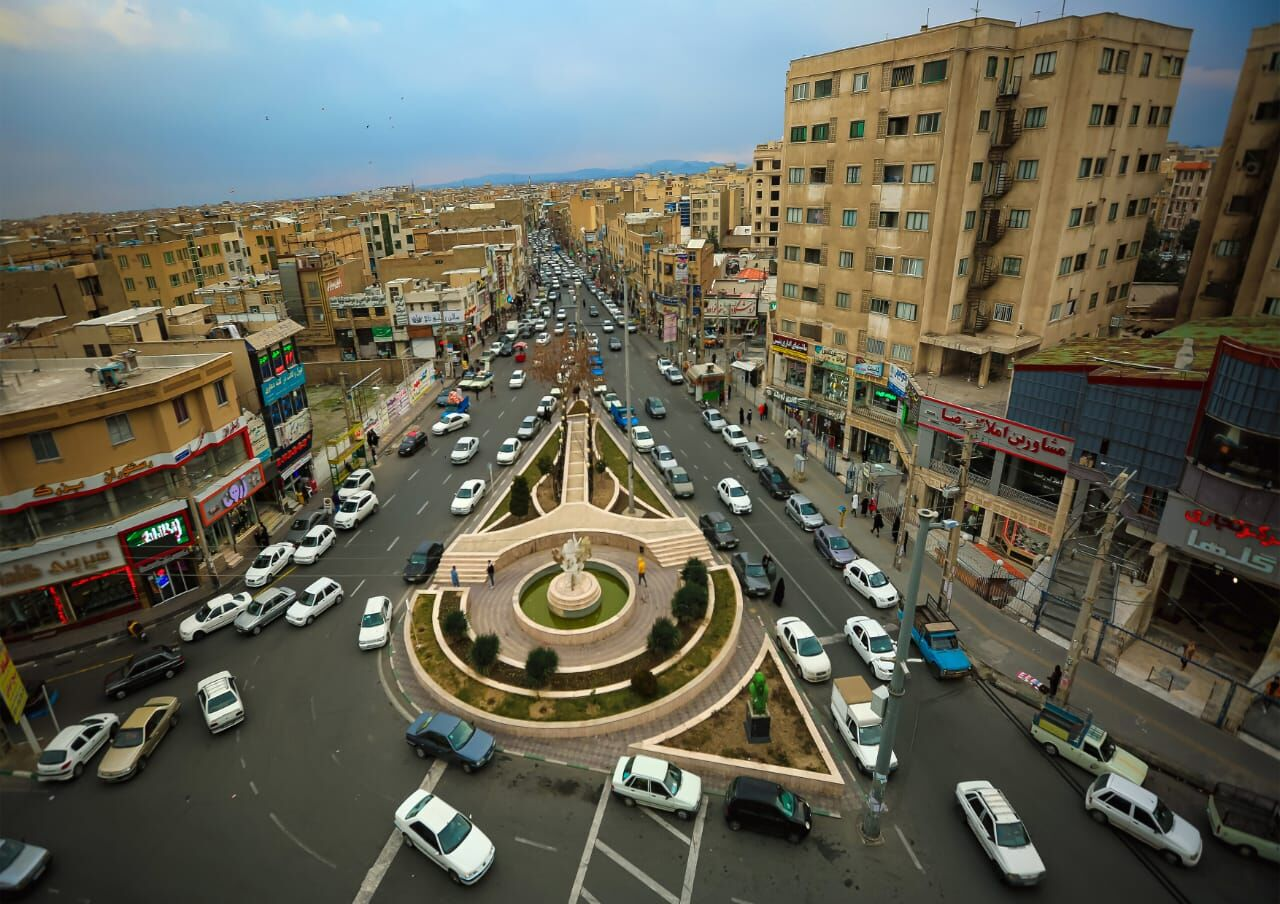
Hauptplatz

## Bevölkerung
Dank der Nähe zu Teheran erlebte die Stadt ein rasches Bevölkerungswachstum.
| Jahr | Einwohnerzahl |
| ---- | ------------- |
| 1991 | 32.364        |
| 1996 | 88.118        |
| 2006 | 228.713       |
| 2011 | 290.817       |
| 2015 | 281.027       |

## Wirtschaft
Malard ist vorwiegend eine Schlafstadt für das 17 Kilometer entfernt liegende Teheran, zu dessen Agglomeration sie gehört.

## Klima
Das Klimaklassifizierungssystem von Köppen-Geiger klassifiziert das Klima als semiarides Klima (BSk).